# Ubuntu Cola
Ubuntu Cola — безалкогольний напій, що випускався під егідою The Fairtrade Foundation. Виготовляється з цукру, виготовленого в країнах, як Малаві та Замбія. Він був доступний для продажу у Великій Британії, Угорщині, Швеції, Норвегії, Данії, Фінляндії, Ірландії, Нідерландах, Бельгії, Франції, Греції, Італії, Швейцарії, Польщі, Люксембурзі та онлайн.
Продавався в жерстяних банках об'ємом 330 мл, ПЕТ-пляшках об'ємом 500 мл та скляних пляшках об'ємом 275 мл
Вироблявся з 2007 по 2019 рік.

## Походження назви
Кола названа на честь африканської філософії убунту, тобто гуманне ставлення одне до одного.

## Fairtrade
Цукор для Ubuntu Cola постачався зі Fairtrade сертифікованих робочих кооперативів у Малаві та Замбії. Фермери, які є членами Fairtrade в Касінтулі, отримували дохід у розмірі 4 долари на день, що в шість разів перевищувало середню заробітну плату.

## Цікаві факти
- Назва напою співзвучна з назвою популярного дистрибутиву операційної системи Linux — Ubuntu.
- Перший британський напій-кола, що було сертифіковано The Fairtrade Foundation.

## Виноски
1. ↑  Weston, Shaun (29 квітня 2010). Miranda Walker, Ubuntu Cola. FoodBev.com. Архів оригіналу за 17 червня 2013.
2. ↑  Ubuntu Trading (official website). Ubuntu Trading Company Ltd. Архів оригіналу за 2 квітня 2008. Процитовано 17 вересня 2009.
3. ↑  Ubuntu Trading (official website). Ubuntu Trading Company Ltd. Архів оригіналу за 2 квітня 2008. Процитовано 17 вересня 2009.
4. ↑  Ubuntu Cola.
5. ↑  We Are Ubuntu. Ubuntu Trading Company Ltd. Архів оригіналу за 1 березня 2009. Процитовано 23 липня 2010.
6. ↑  Ubuntu in Malawi. Ubuntu-trading.com. Архів оригіналу за 22 серпня 2009. Процитовано 6 серпня 2009.